# 薩默塞特鎮區 (明尼蘇達州斯蒂爾縣)
薩默塞特鎮區（英語：Somerset Township）是位於美國明尼蘇達州斯蒂爾縣的一個行政鎮區，於1858年設立。

## 地方資料
薩默塞特鎮區的面積為93.41平方千米，當中陸地面積為93.30平方千米，而水域面積為0.41平方千米。根據2020年美國人口普查的數據，當地共有人口733人，而人口密度為每平方千米7.85人。